# محوطه دزد
محوطه دزد یا قلعه دزد یا تپه دزد قلعه‌ای تاریخی مربوط به صدر اسلام (احتمالا خلافت راشدین) است و در شهرستان کاشمر، بخش مرکزی، روستای سرحوضک واقع شده و این اثر در تاریخ ۲۲ مرداد ۱۳۸۴ با شمارهٔ ثبت ۱۳۱۸۵ به‌عنوان یکی از آثار ملی ایران به ثبت رسیده‌است.

## نگارخانه

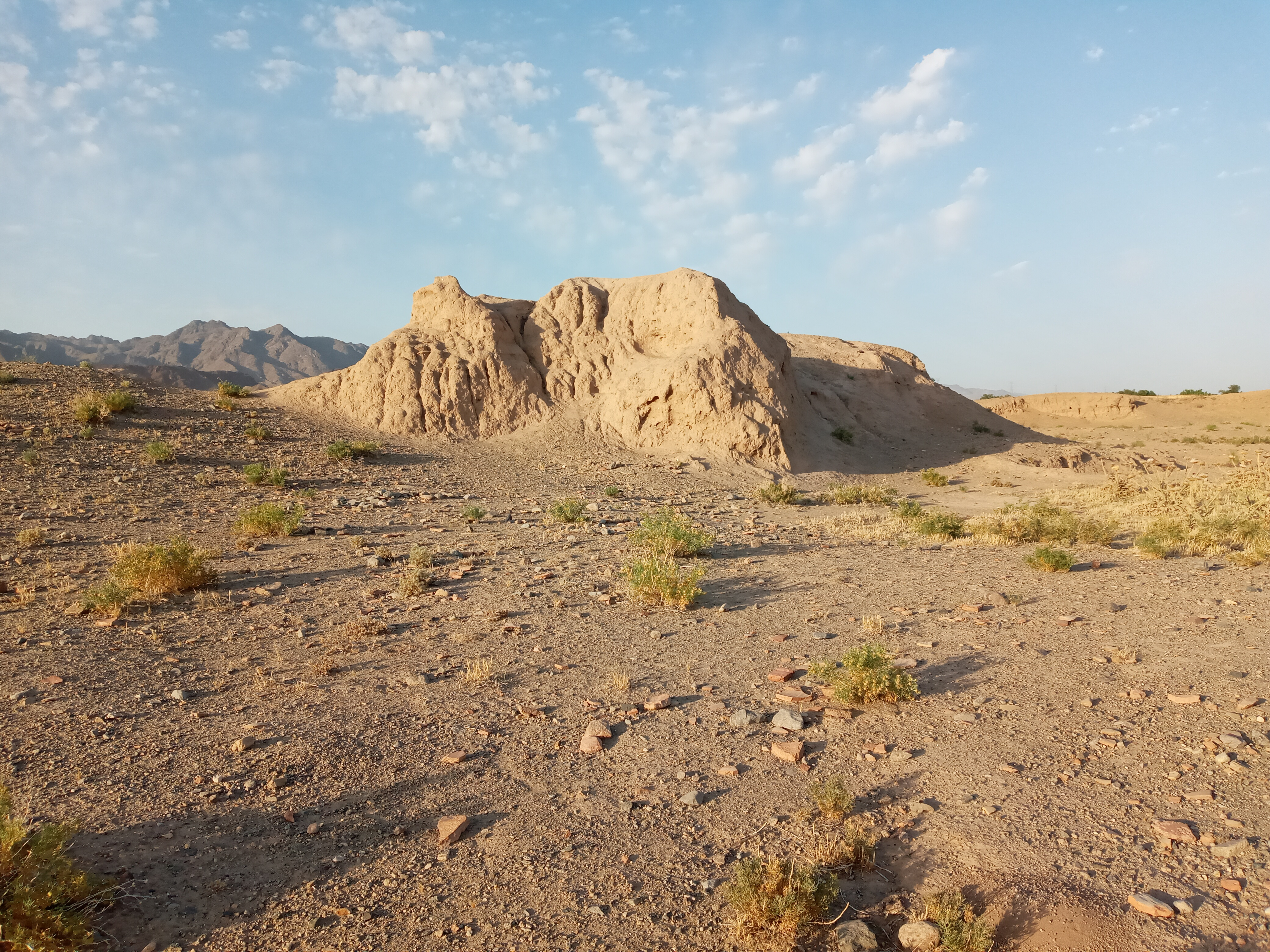
نمایی از قلعه دزد
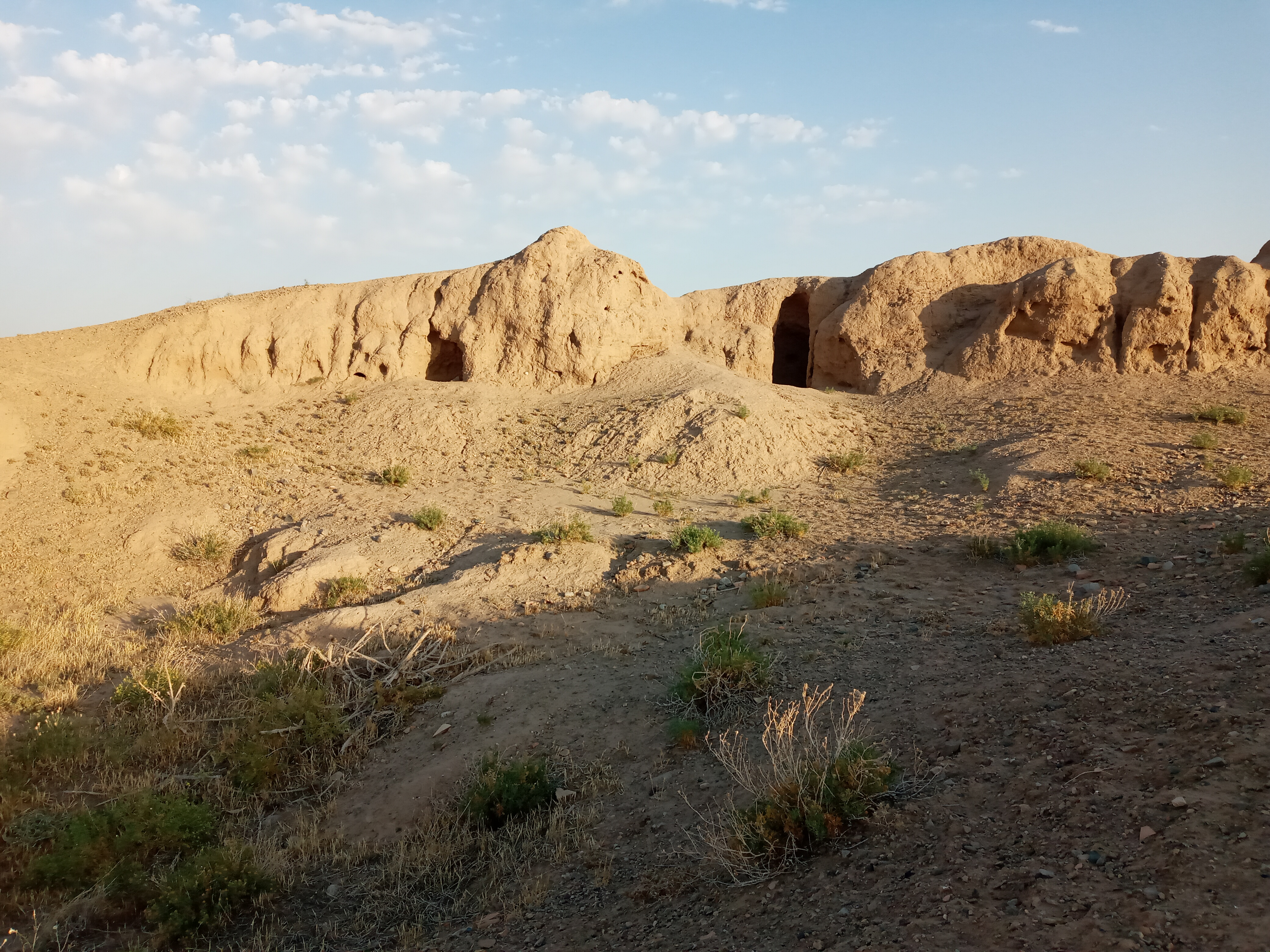
نمایی از قلعه دزد
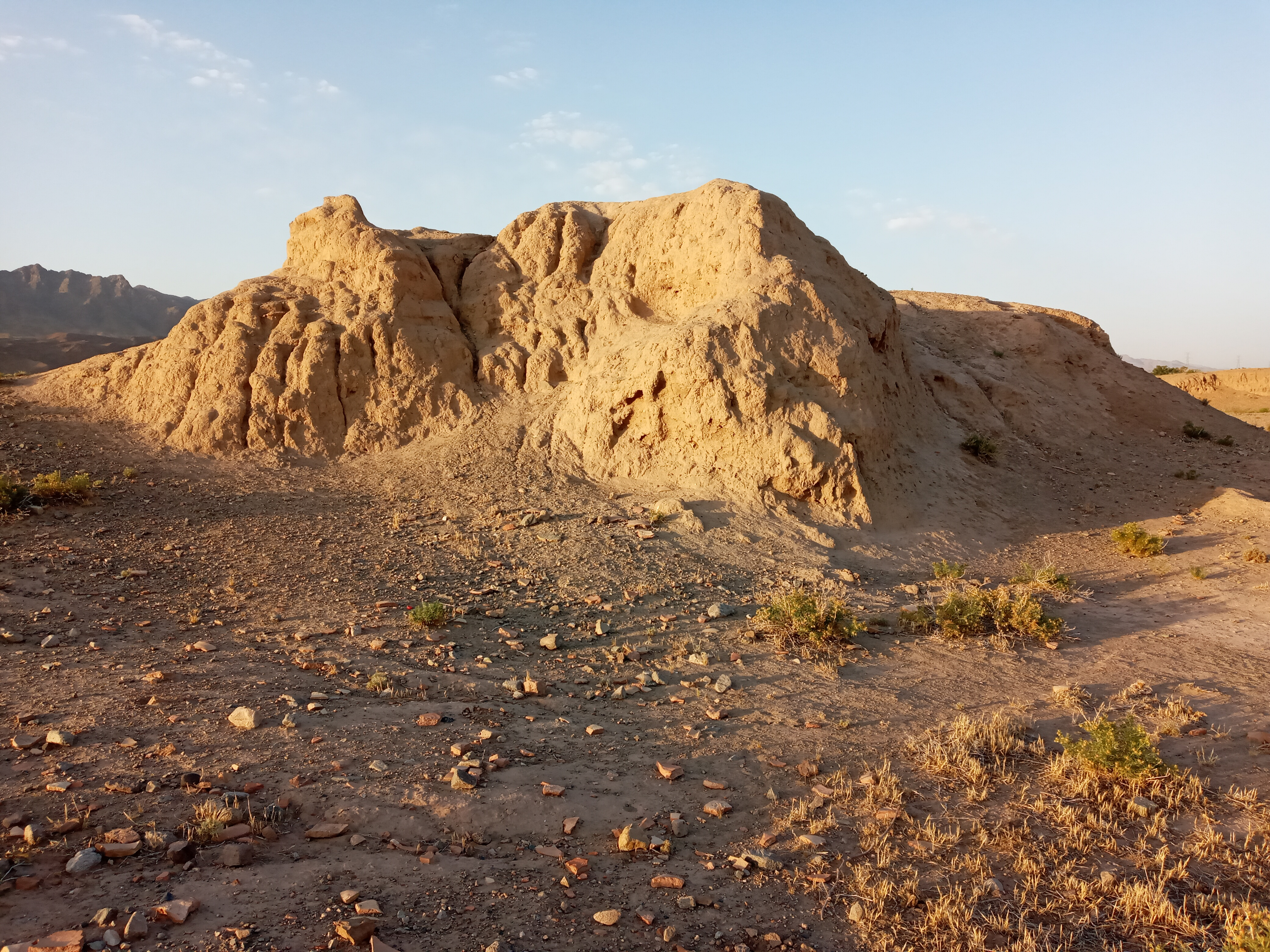
نمایی از قلعه دزد
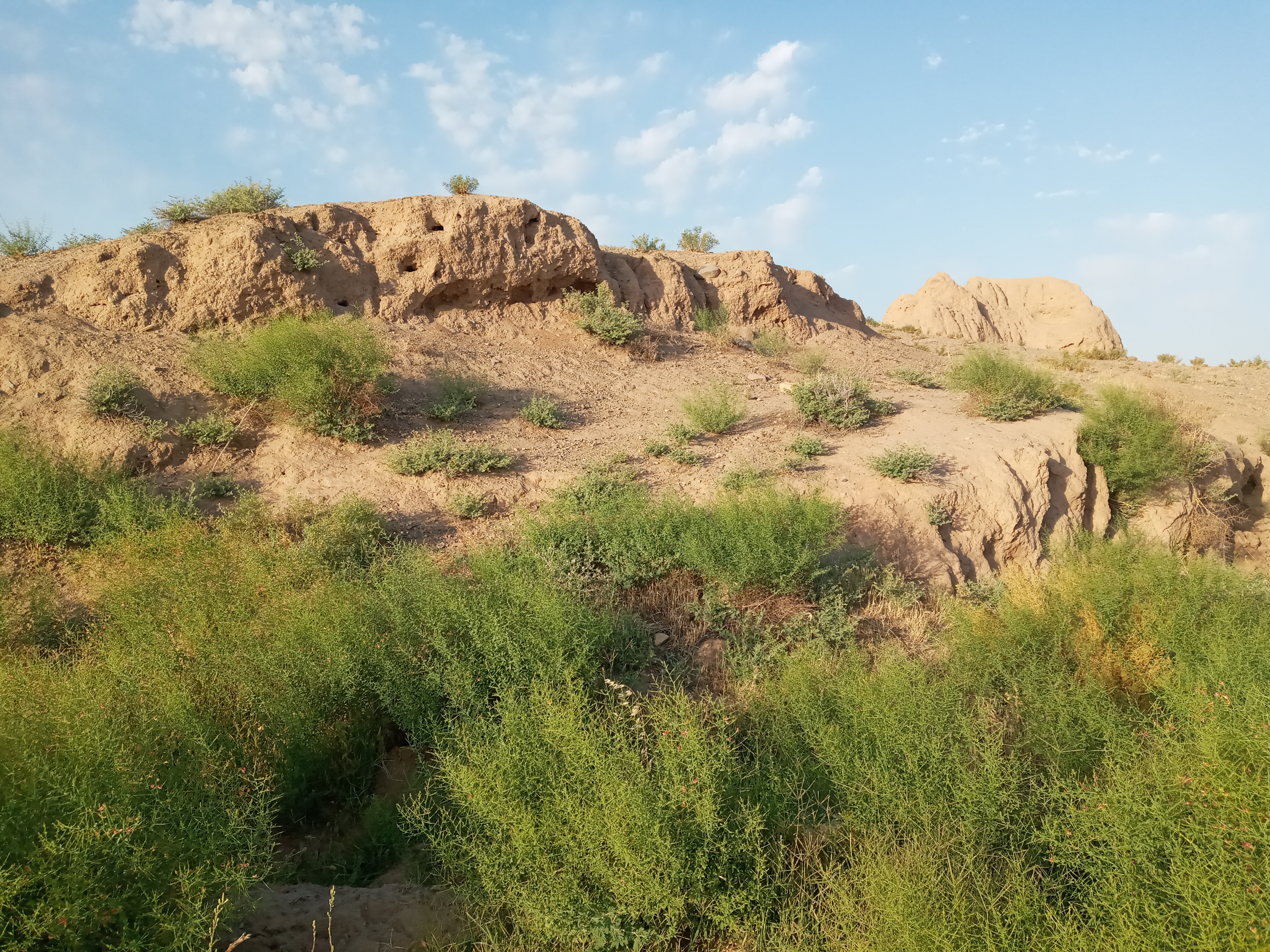
نمایی از قلعه دزد
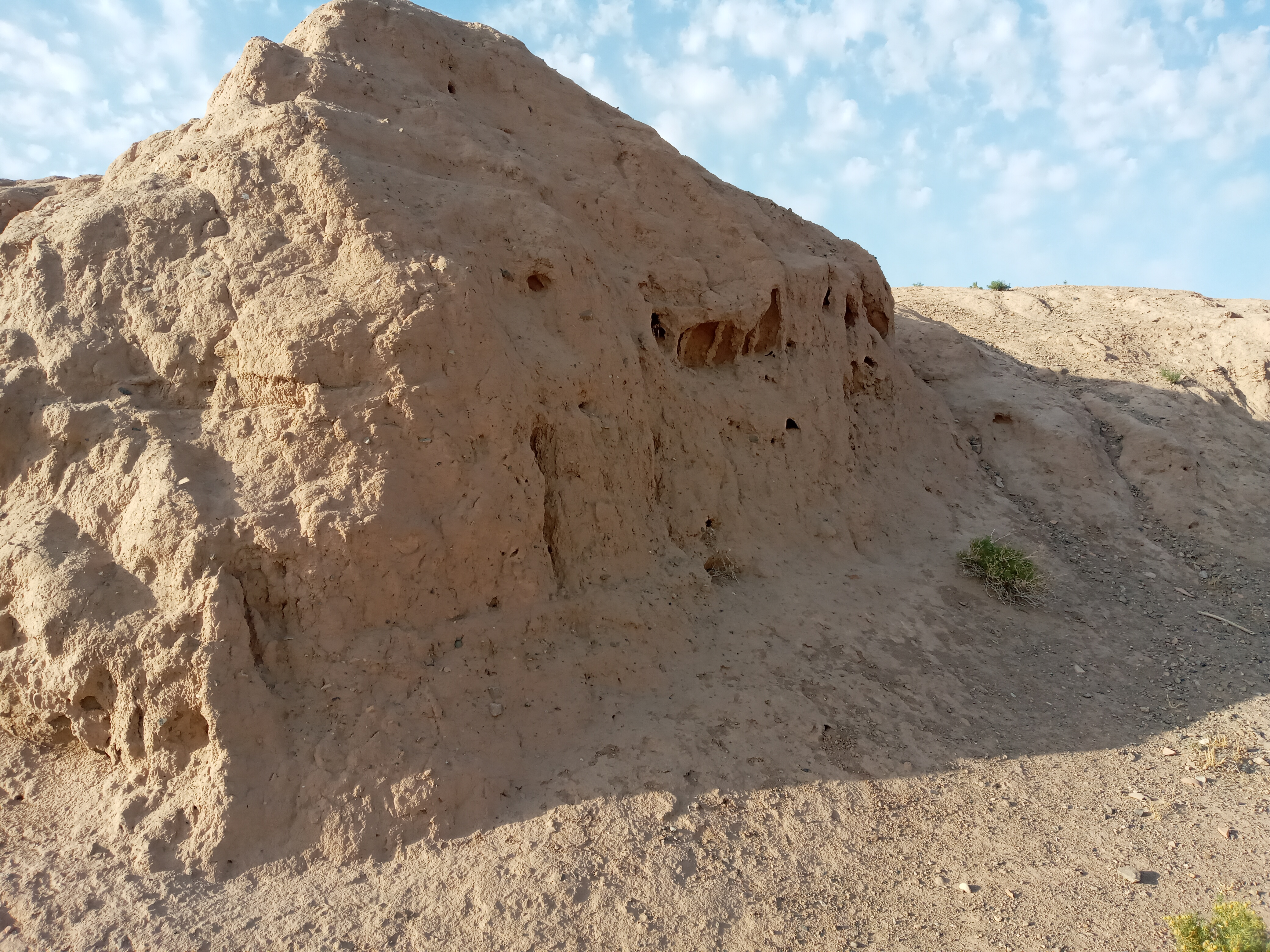
نمایی از قلعه دزد
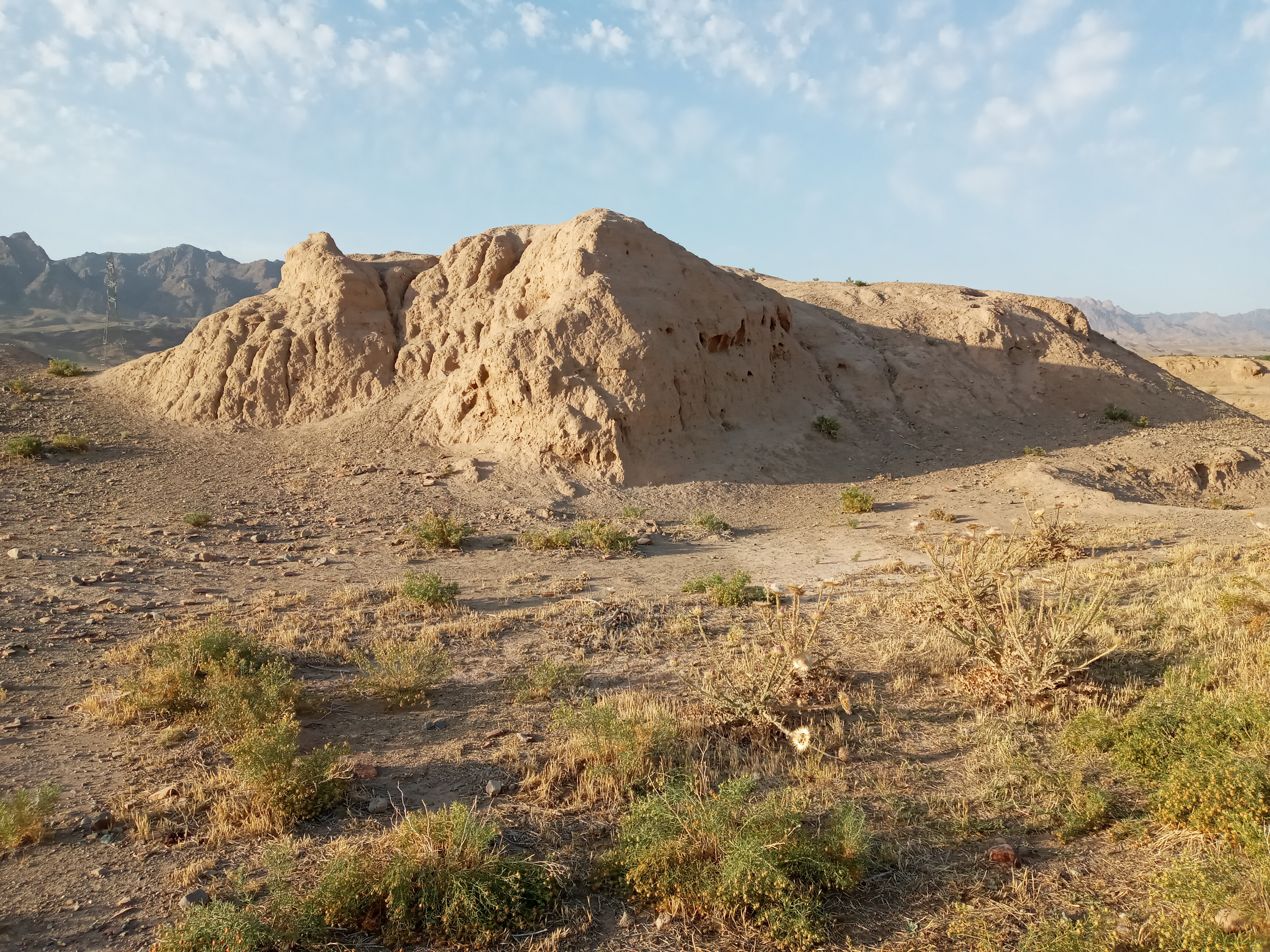
نمایی از قلعه دزد
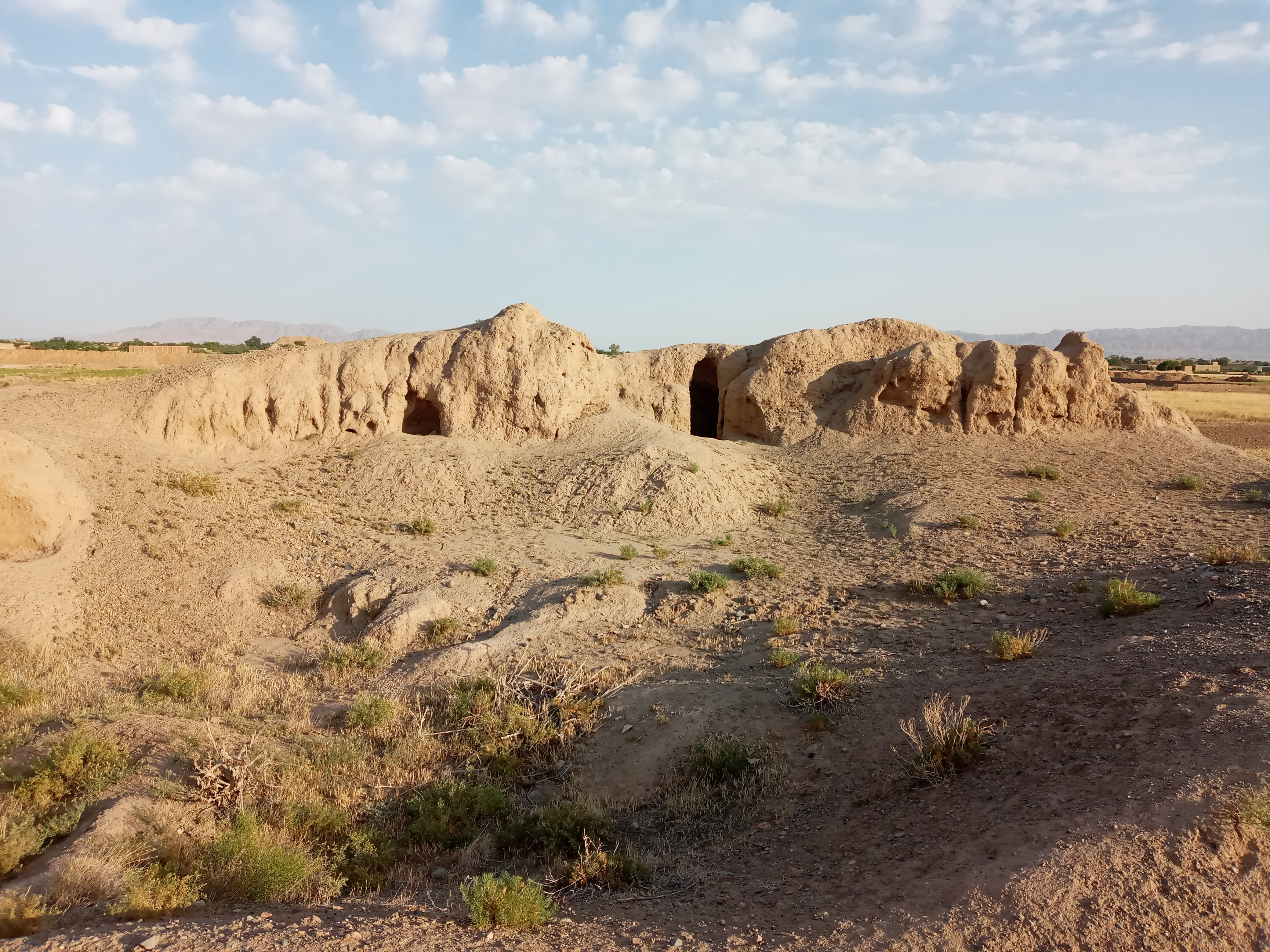
نمایی از قلعه دزد
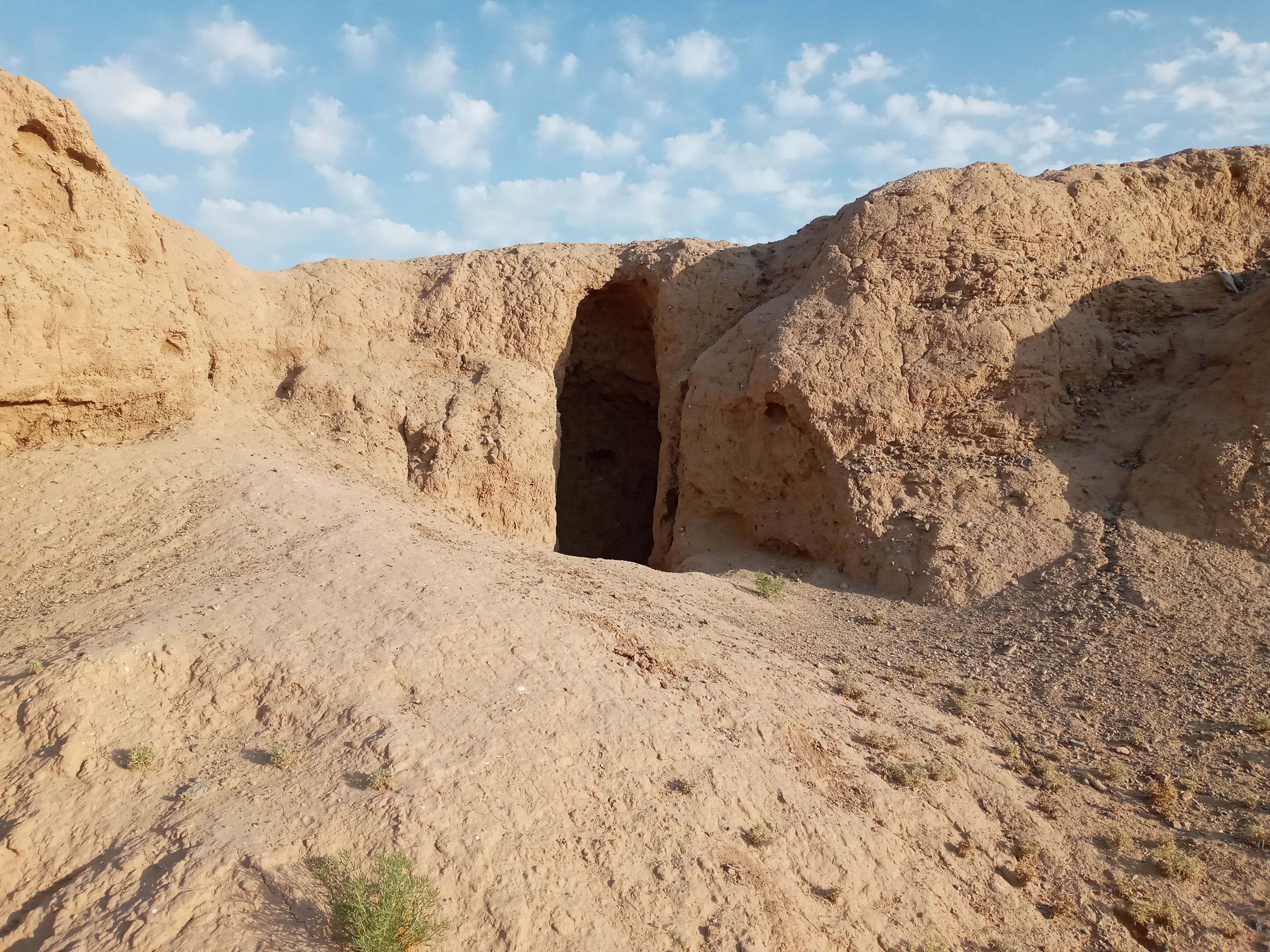
نمایی از قلعه دزد
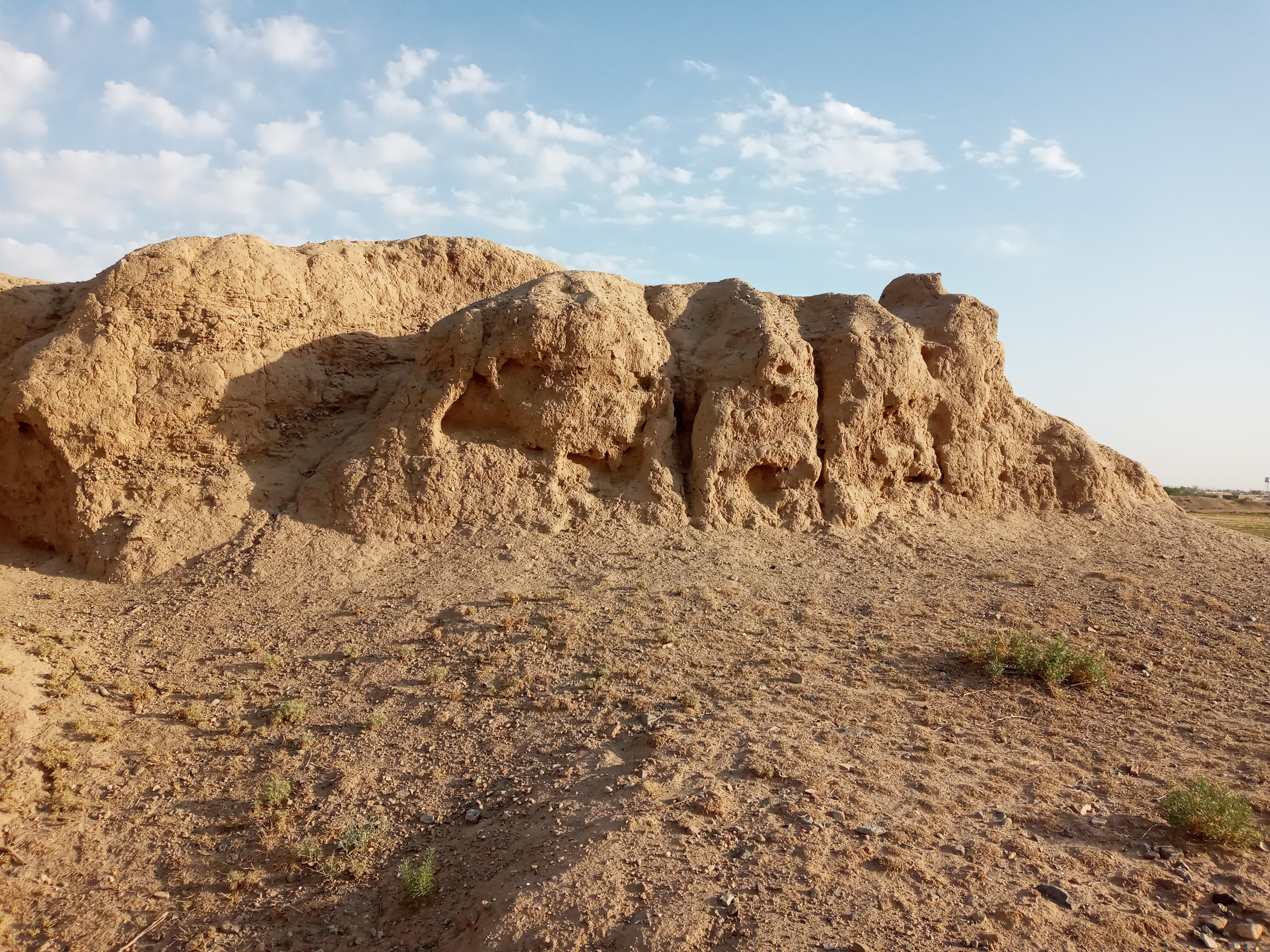
نمایی از قلعه دزد
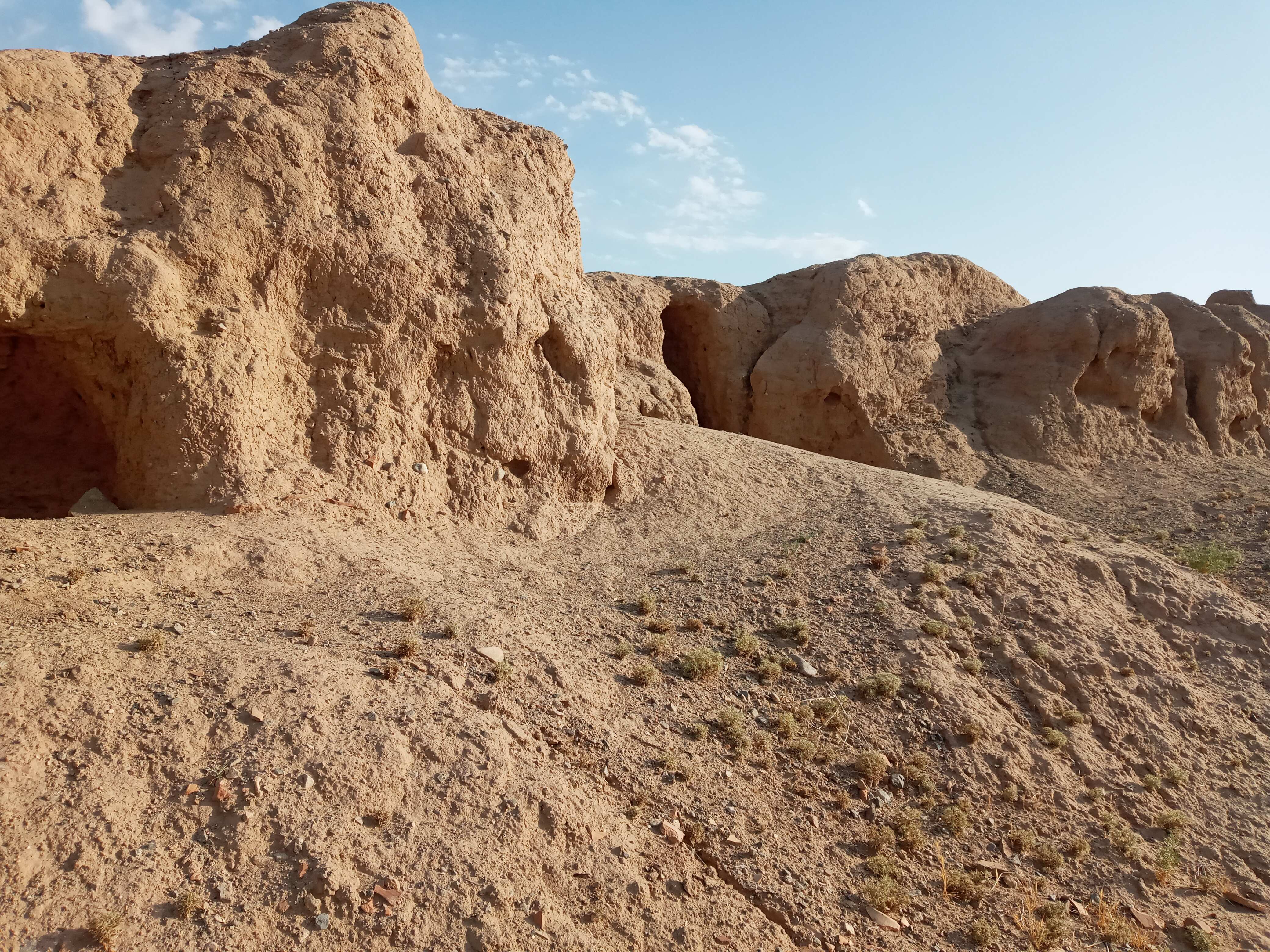
نمایی از قلعه دزد
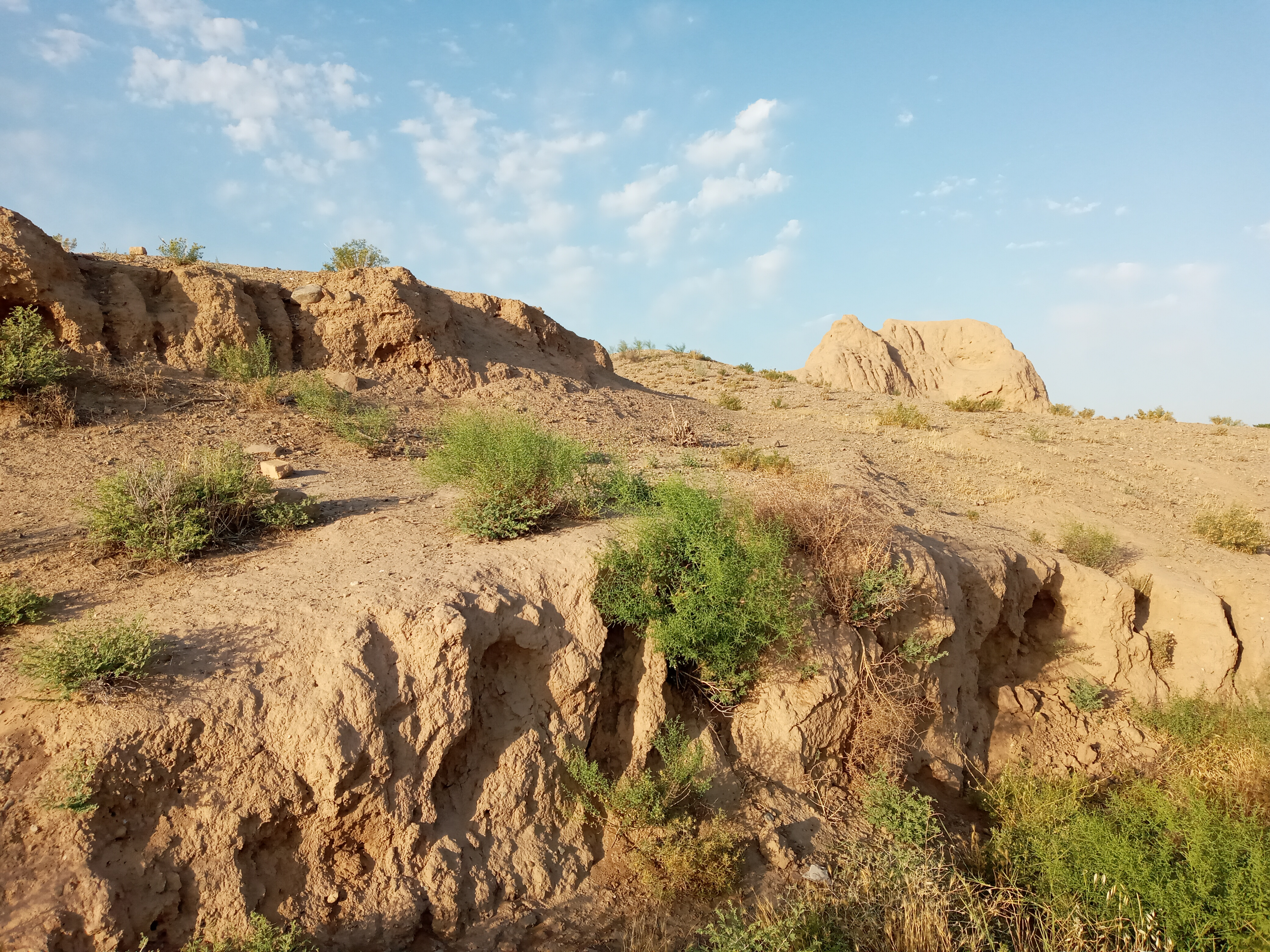
نمایی از قلعه دزد
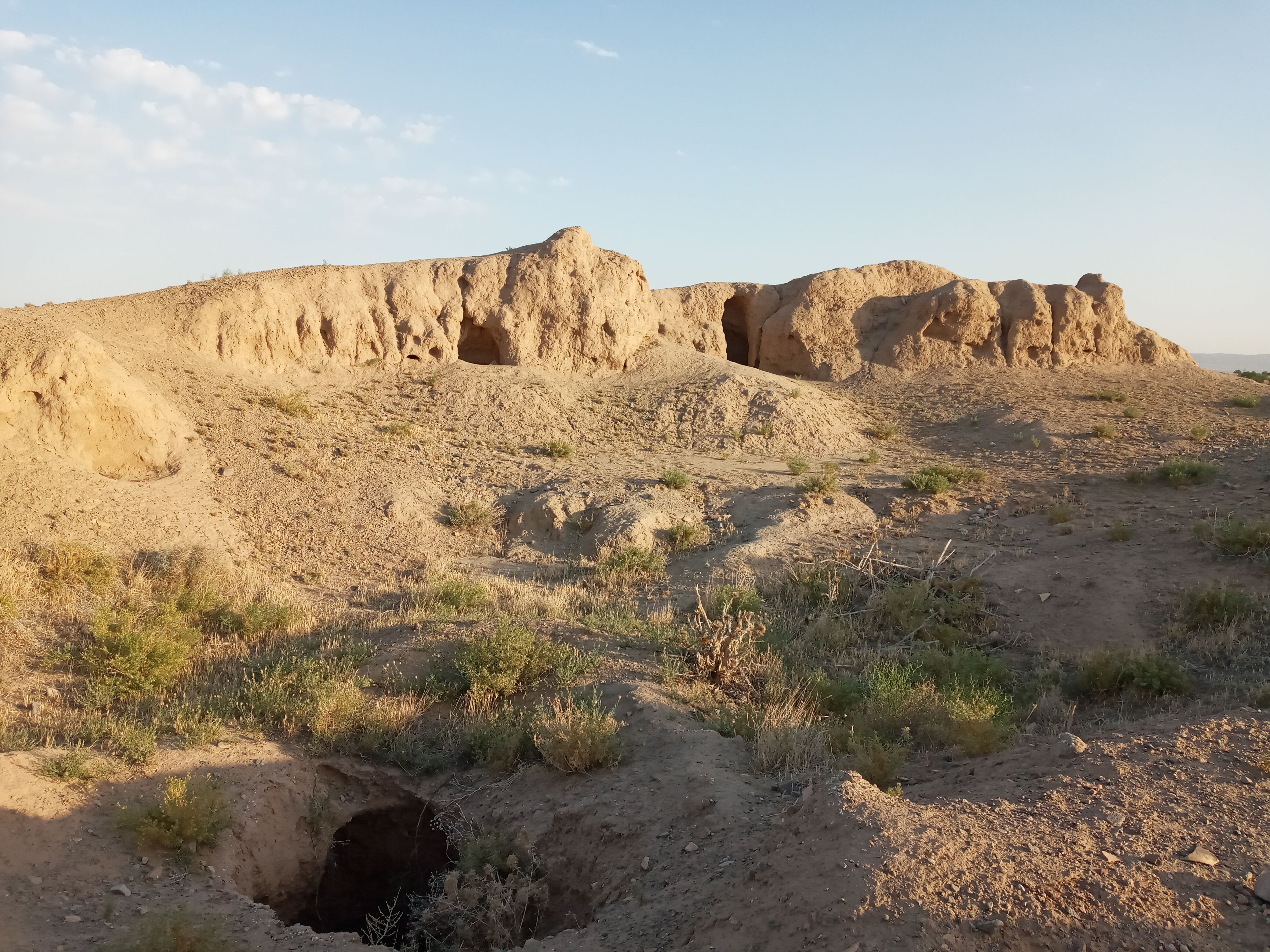
نمایی از قلعه دزد